# Gem Archer
Colin Murray Archer (n. 7 decembrie 1966 în Durham, comitatul Durham, Anglia), cunoscut mai ales sub numele de Gem Archer (pronunțat cu un 'G' puternic, ca și în cuvântul 'Get'), este un muzician englez cunoscut pentru colaborarea sa cu Heavy Stereo și Oasis. S-a alăturat trupei Oasis ca și chitarist ritmic în noiembrie 1999, iar acum este și lider chitarist. El a și contribuit la compunerea unor piese ale trupei.